# Frère Léon
Frère Léon (avant 1195 - 15 novembre 1271, Assise) parfois nommé Léon d'Assise ou Léon de Viterbe est un religieux et écrivain italien. C'est l'un des principaux compagnons de saint François d'Assise dont il a été le confesseur, le secrétaire, l'ami et le disciple favori. Après la mort de François d'Assise, il s'opposera vigoureusement à Élie de Cortone, ministre général de l'Ordre des frères mineurs, sur la question de la pauvreté. Frère Léon était très proche également de sainte Claire d'Assise. Témoin privilégié de la vie de saint François, ses écrits n'ont pas tous été conservés, mais il est certainement l'inspirateur principal, sinon l'auteur du Speculum perfectionis, vie de saint François, fidèle à l'idéal primitif de l'Ordre des Frères mineurs.

## Biographie

### Avant la rencontre avec François
Très peu de choses sont connues de Léon avant sa rencontre avec François d'Assise. Il est peut-être originaire d'Assise,, ou de Viterbe, et peut-être déjà prêtre.

### Le compagnon favori
Il ne fait pas partie des douze premiers disciples de François, mais il est l'un des premiers à le rejoindre après l’acceptation de la première règle par le pape Innocent III,. Luc de Wadding écrit qu'il est en effet le premier à rejoindre François après son retour et quand la petite communauté des frères se fixe à la Portioncule en 1210. Wadding fait à cette occasion le portrait de Léon,, : 

« François ayant établi une demeure fixe en ce lieu, y reçut bientôt ceux dont il avait différé l'entrée. Le premier fut frère Léon d'Assise (et non de Viterbe comme le dit Jornandès), homme d'une simplicité de colombe et qu'il appelait à cause de cette vertu, « la brebis de Dieu » (pecorella di Dio,), mais doué d'une prudence si grande qu'il le prit en grande affection et en fit son confesseur & son secrétaire. Il en savait davantage que quiconque sur les actions et miracles du saint homme. »

Pendant le mois d'août 1220, il se trouve malade à Bologne dans le couvent que François fait évacuer,.
Léon ne quittera plus François pendant les trois dernières années de la vie du saint, à partir du moment où ce dernier se retire dans l'ermitage de Fonte Colombo (it) en 1223,. Il y aide alors François à rédiger la seconde règle de l'Ordre avant de l'accompagner pour la présenter à Rome au pape Honorius III en 1223,.
Léon est décrit comme l'ami le plus proche et le plus fidèle de François. Il est notamment à ses cotés quand celui-ci reçoit les stigmates en septembre 1224 sur l'Alverne,. Il l’accompagne également dans chapelle Saint-Damien près de sainte Claire quand, malade et presque aveugle, François compose le Cantique des créatures. Avec le frère musicien Ange de Rieti, il chante parfois ce poème pour consoler François, affligé de ses souffrances et des dissensions entre ses frères,. Il assiste à la mort du saint le 3 octobre 1226 à la Portioncule,.

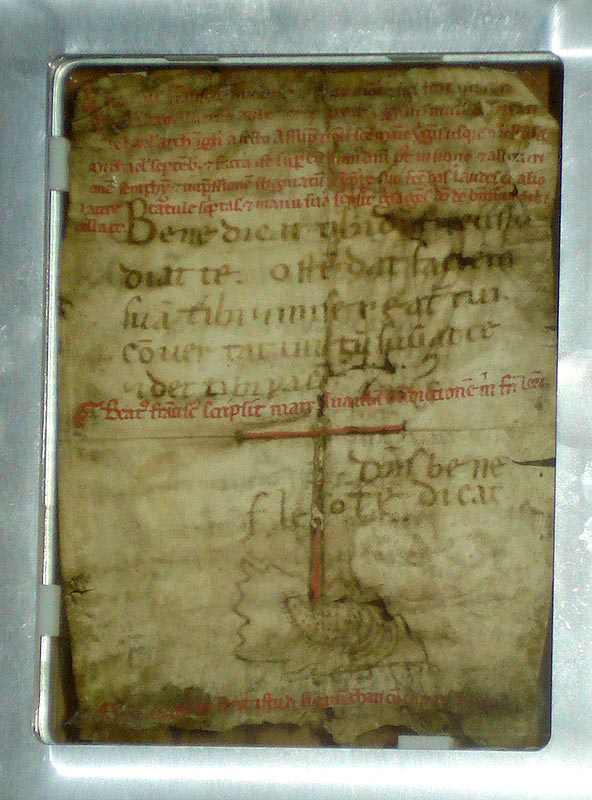
Manuscrit du Sacro Convento écrit par saint François pour frère Léon, conservé dans la Basilique Saint-François d'Assise.

Léon est également le destinataire des 2 seuls documents autographes de la main de François qui ont été conservés : une lettre
amicale, et surtout l'autographe du Sacro Convento, écrit pour Léon, peu après la stigmatisation de François, en septembre 1224,,. Le parchemin est écrit sur ses deux faces : sur l'une, le texte est une série de louanges à Dieu, écrit pour réconforter Léon alors assailli de doutes spirituels. Sur l'autre face est écrit une brève bénédiction pour frère Léon. Le texte de François est écrit à l'encre noire et signé d'un tau (T, signe cher à François). Sur cette même face, le parchemin est annoté à l'encre rouge de la main de Léon. Ce dernier la conserva longtemps dans son habit comme un talisman. L'objet est cité dans les écrits franciscains du vivant-même de Léon. Il est aujourd'hui conservé comme une relique dans le trésor de la Basilique Saint-François d'Assise.

### Après la mort de François
Avant même la mort du saint, les frères mineurs sont agités de multiples dissensions, principalement sur la question de la pauvreté et de la rigueur des règles voulues par saint François. S'opposent d'une part les « Spirituels, défenseurs intransigeants de l'idéal primitif de la fraternité et la Communauté, qui sollicitait et obtenait du Saint-Siège des commentaires de la Règle, théoriquement pour l'adapter, pratiquement pour l'adoucir. ».
À partir de la mort de François, Léon devient le « gardien jaloux de la pure tradition, défenseur de l'idéal primitif du Saint »,,. Il s'affronte en particulier à Élie de Cortone, alors ministre général de l'Ordre des frères mineurs, qui souhaite construire une basilique pour abriter le tombeau de François et accepte pour cette raison l'argent des donateurs. Ulcéré parce qu'il prend pour une trahison de l'idéal de pauvreté du Poverello, Léon brise un tronc de marbre, destiné à recueillir les dons des fidèles ce qui lui vaudra d'être fouetté et expulsé d'Assise.
Il resta un ami très proche de Claire d'Assise à qui il remettait ses travaux d'écriture,. Léon assista aux derniers moments de la sainte le 11 août 1253. Il continue ses bonnes relations avec l'Ordre des pauvres dames (Clarisses) après la mort de Claire. Entre 1253 et 1257, avec son inséparable ami Ange Tancrède de Rieti, ils confient ainsi à Bénédicte, la nouvelle abbesse du couvent de Saint-Damien, le bréviaire de saint François, aujourd'hui conservé dans le trésor de la basilique Sainte-Claire d'Assise. 
Il passe l'essentiel de la fin de sa vie à la Portioncule,, où il exerce une importante influence sur plusieurs Spirituels comme Conrad  d'Offida (à qui il confiera ses derniers écrits), Ange Clareno ou Ubertin de Casale. Malgré sa proximité avec saint François, il aura à subir les persécutions de ses adversaires franciscains du parti dominant.
Il meurt très âgé, le 15 novembre 1271 à Assise, plus de 60 ans après son arrivée chez les compagnons de François. Il est enterré dans l'église inférieure de la basilique Saint-François d'Assise au côté de saint François, avec les frères Ange Tancrède de Rieti, Massée de Marignan et Rufin.

## Œuvres
Léon a sans doute beaucoup écrit sur la vie de François, mais l'essentiel de son travail a longtemps été considéré comme perdu. Il faut attendre les découvertes des érudits franciscains à partir du XIXe siècle pour tenter de retrouver les témoignages de Léon. Cependant, aucune des œuvres qui lui sont traditionnellement attribuées ne peuvent être tenues pour définitivement authentiques. 
Léon est associé aux frères Rufin et Ange de Rieti concernant la rédaction de la Légende des trois compagnons (Legenda trium sociorum). Un texte de ce nom nous est parvenu, mais il n'est sans doute pas l'original. 
Depuis la publication par Paul Sabatier en 1898, du Miroir de la perfection (Speculum perfectionnis), qu'il attribue à frère Léon, ce texte été l'objet de très nombreuses discussions et controverses. Il est aujourd'hui admis que le texte ne peut avoir été écrit entièrement par Léon, et qu'il est sans doute une compilation du début du XIIIe siècle mais il est probable qu'il comprend de larges emprunts à des écrits originaux de la main de Léon,,. Il est connu que Léon avait déposé deux de ses œuvres majeures, Rotuli et Cedulae, dans le couvent  de sainte Claire mais ces textes n'ont jamais été retrouvés. Il est possible que le Speculum perfectionnis en contiennent une partie,.
D'autres textes incluent probablement des écrits de Léon comme le Manuscript Philippe (ancienne version des actes de saint François et ses compagnons ou Actus beati Francisci et sociorum ejus). La Legenda antiqua, publiée en 1926, est peut-être le texte le plus authentique attribué à Léon mais présente cependant des problèmes irrésolus.

## Frère Léon dans les arts

### Arts visuels

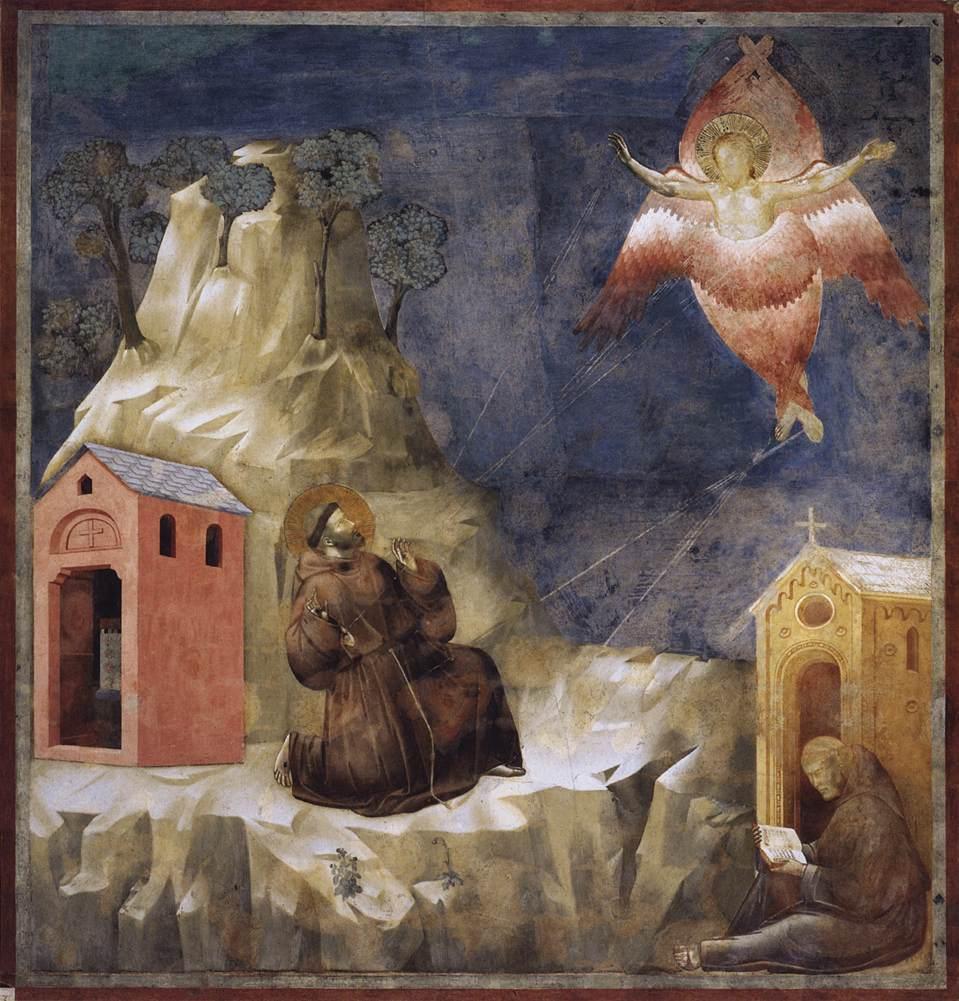
Saint François recevant les stigmates, frère Léon est assis à droite en train de lire, fresque attribuée à Giotto, Basilique Saint-François d'Assise.
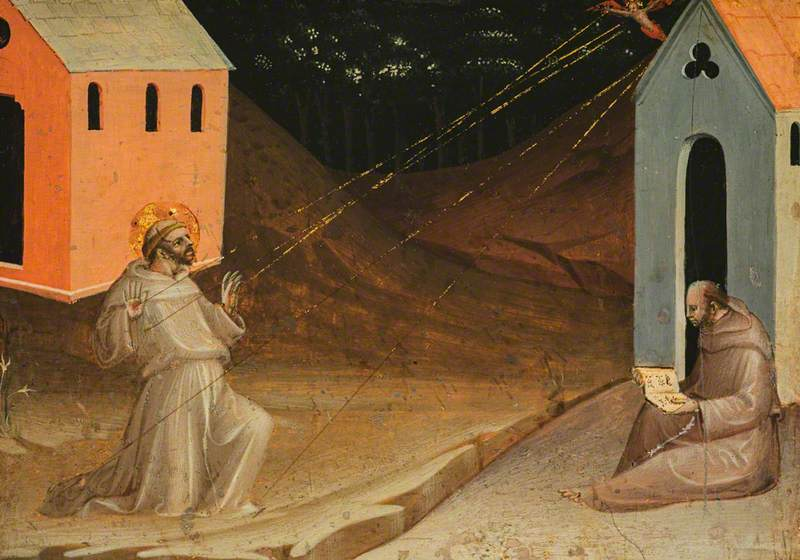
Saint François recevant les stigmates, frère Léon est assis à droite, peinture de Battista di Biagio Sanguigni.
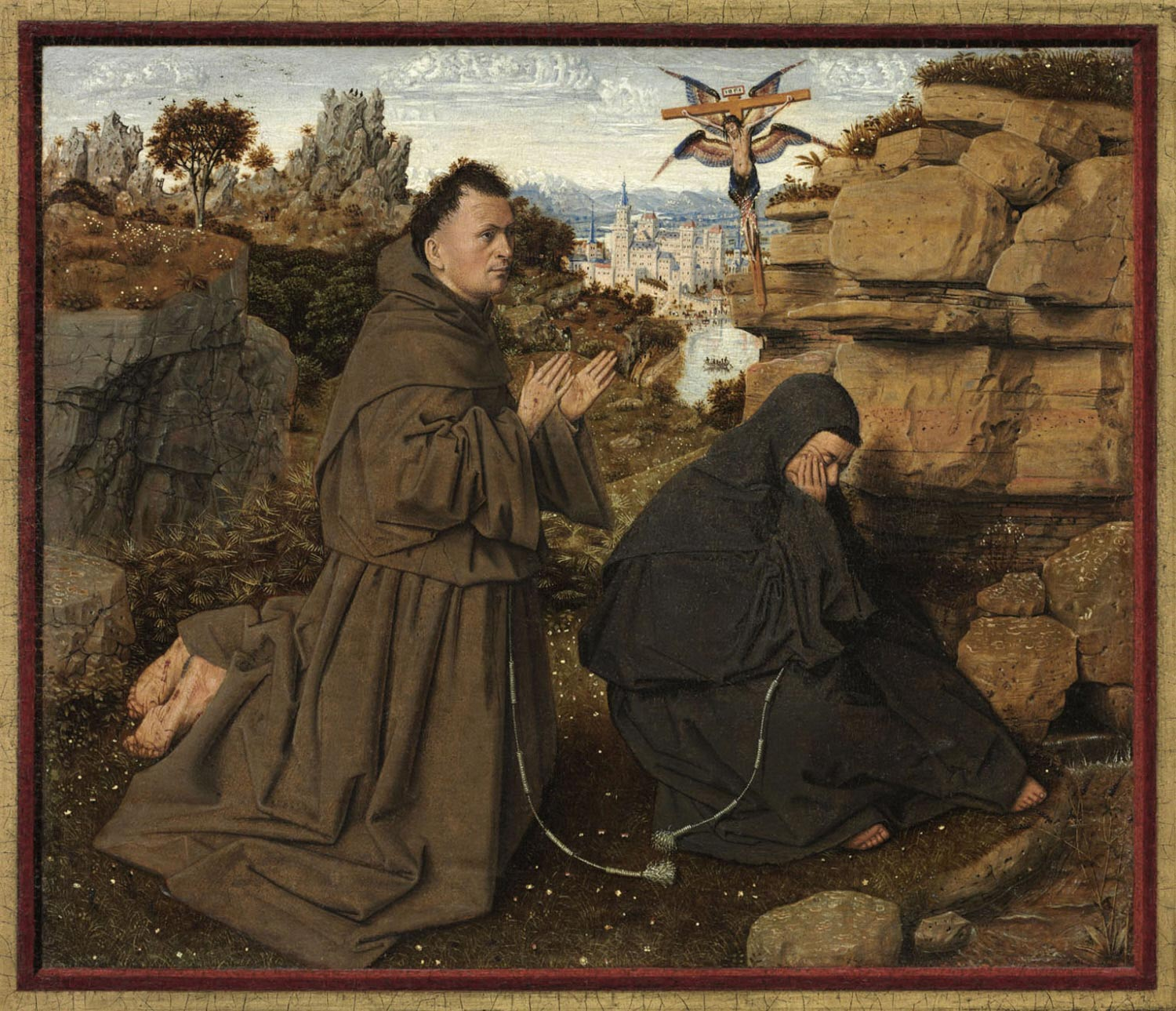
Saint François recevant les stigmates par Jan van Eyck. Frère Léon est assis à droite, la main sur son visage.
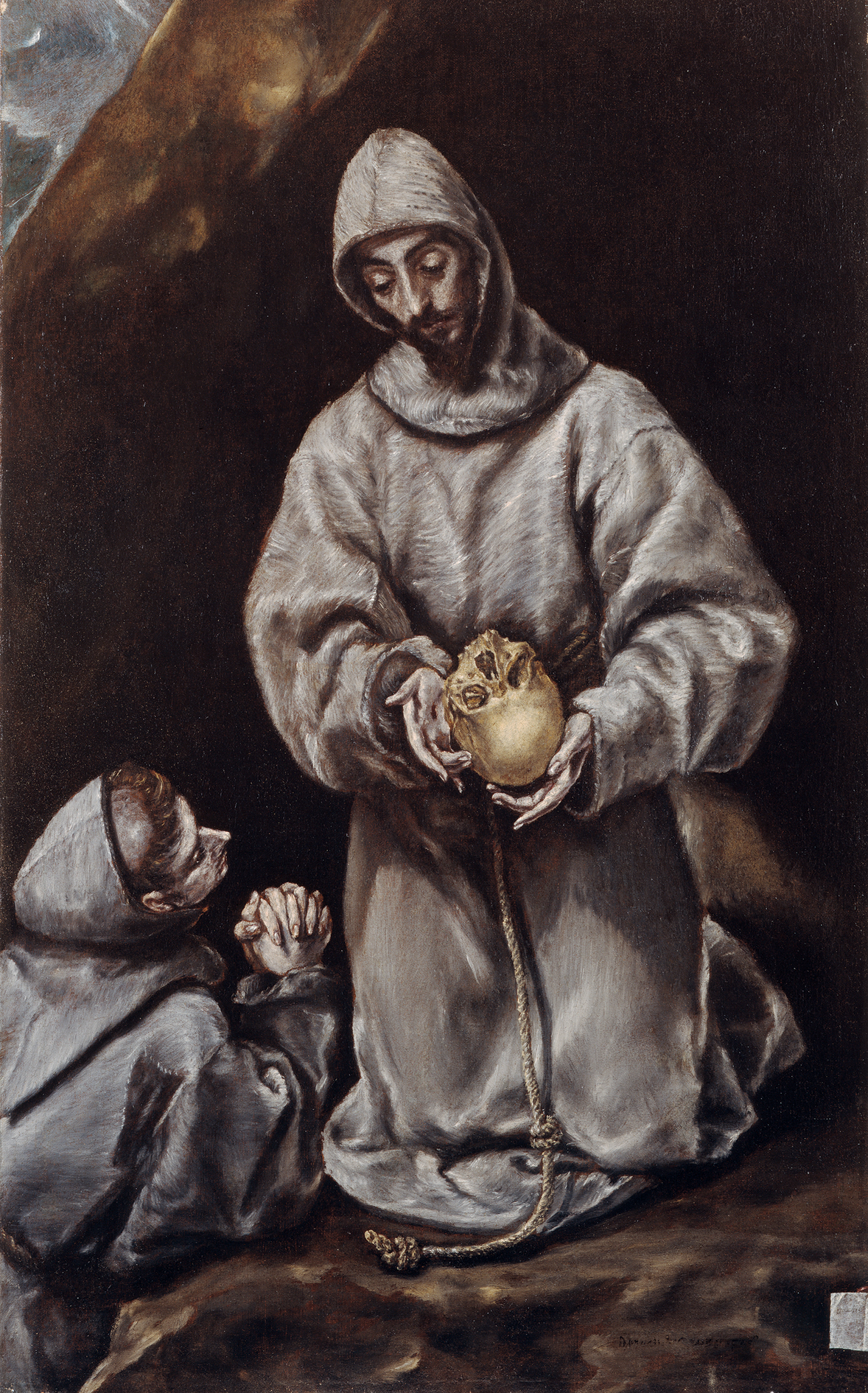
Saint François et frère Léon méditant sur la mort, Le Greco.
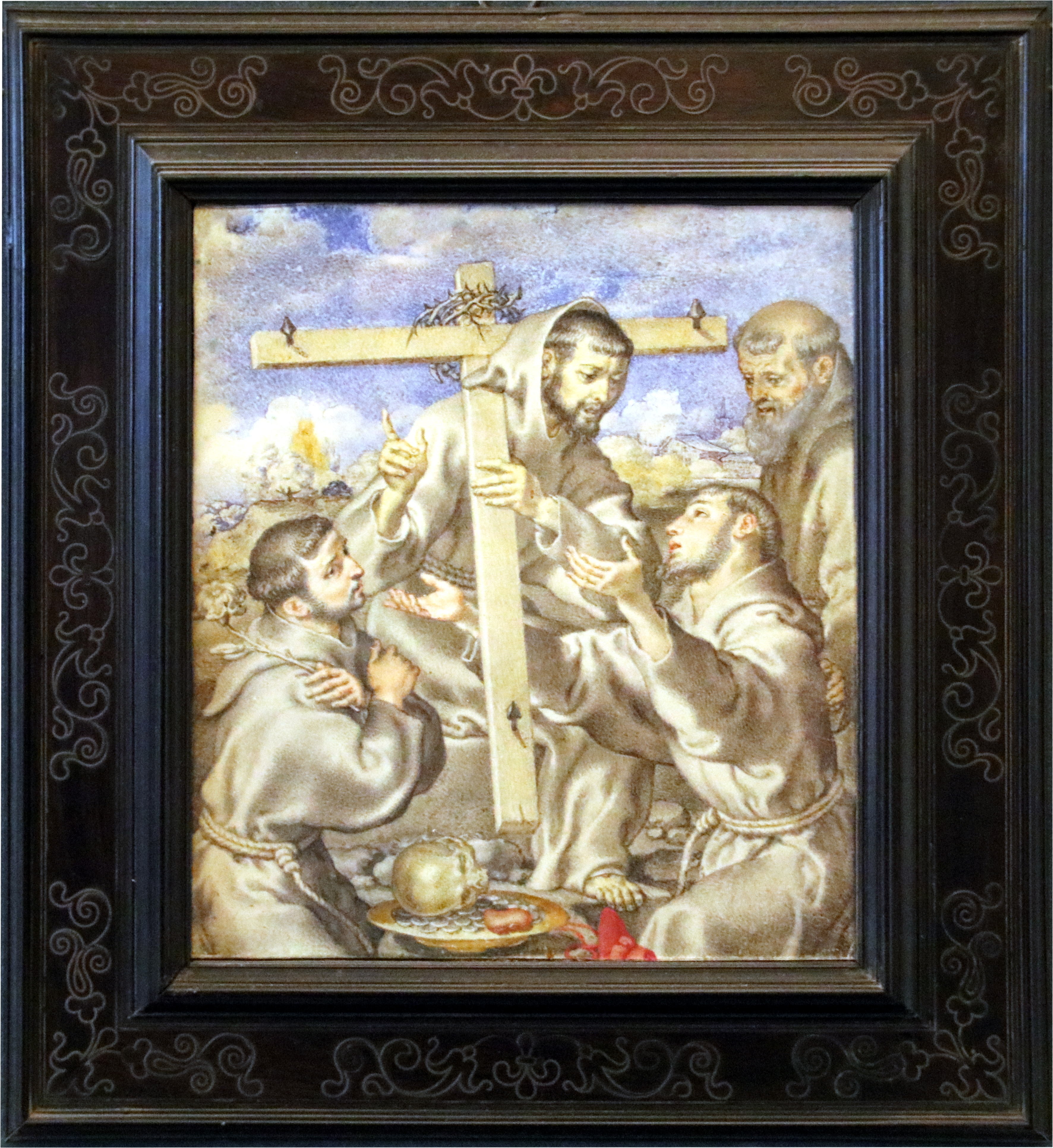
Saint François entouré de saint Bonaventure de Bagnoregio, de saint Antoine de Padoue et de Frère Léon, peinture d'Andrea Lilio.
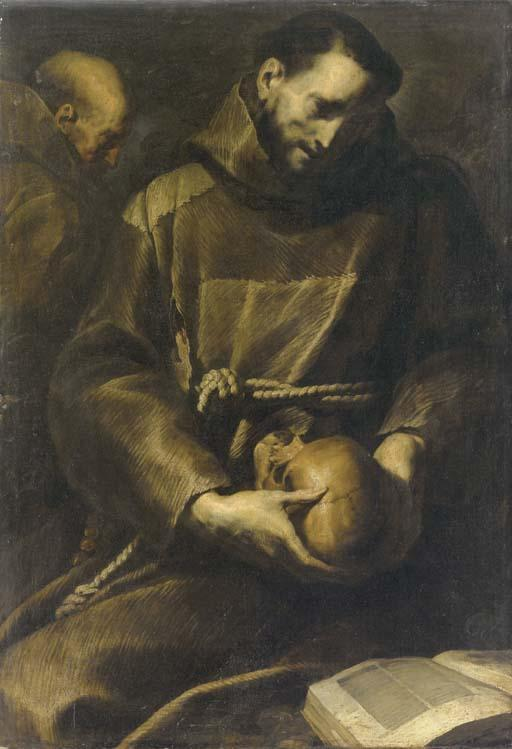
Saint François et Frère Léon, peinture du maître de San Sebastiano Monti.
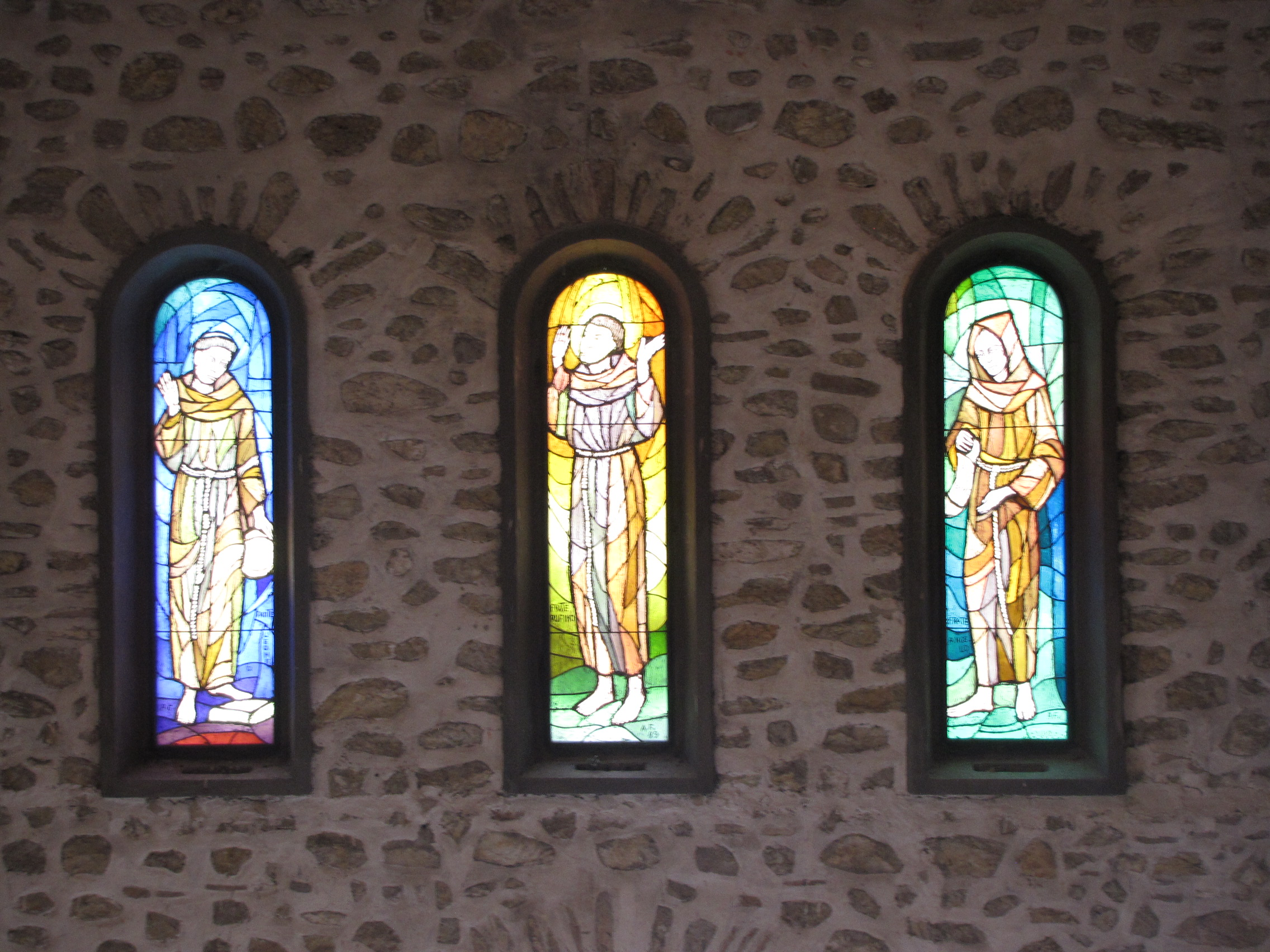
frère Léon à gauche, vitrail de l'église de l'immaculée conception à Greccio.
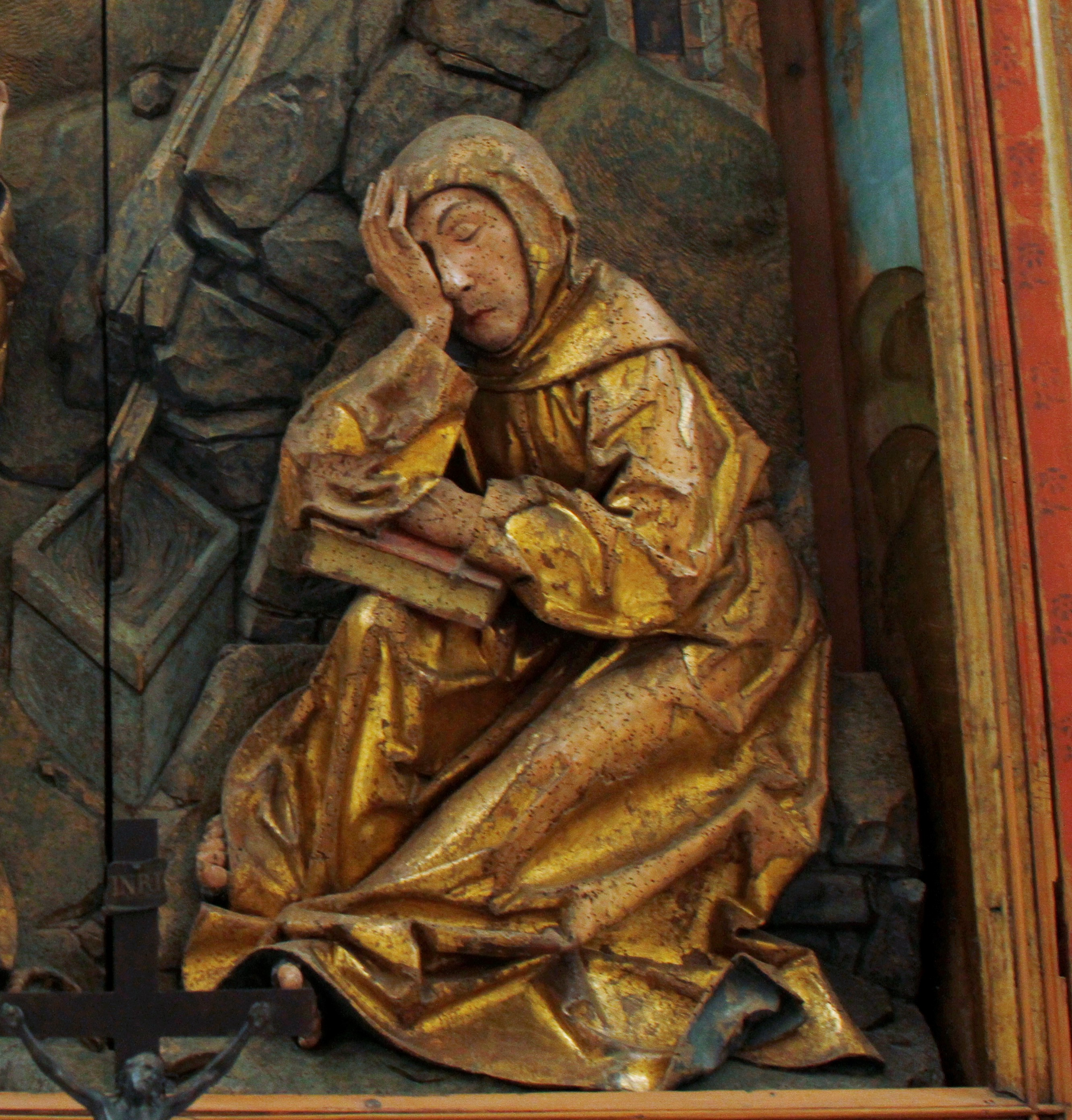
Frère Léon, sculpté par Tilman Riemenschneider pour le retable de saint François dans l'église des Franciscains (Franziskanerkirche) à Rothenburg ob der Tauber.

### Littérature
Il apparaît relativement assez peu dans les diverses histoires des Fioretti de saint François d'Assise, mais son rôle et son intimité avec François restent au premier plan.
Níkos Kazantzákis fait de frère Léon le narrateur de son roman Le Pauvre d'Assise sur saint François, publié en 1956.